# المندوب
المندوب أو المستحب في اللغة: مندوب ما يطلب فعله من غير إلزام. وفي أصول الفقه هو: «ما اقتضى الشرع فعله من غير إلزام» أو هو: «ما يثاب فاعله ولا يؤثم تاركه».

## تعريف المندوب
المندوب في اللغة العربية: الدعاء إلى فعل.
والمندوب في الشرع عند الفقهاء: ما طلب الشارع فعله طلباً على سبيل الحثّ لا على سبيل الحتم والوجوب أو باختصار:
«ما يحمد فاعله ولا يعاقب تاركه» وهذا من ناحية الحكم.
ما كان الطلب فيه على الإستحباب وهو ما يثاب فاعلهُ ولا يعاقب تاركهُ.

## بماذا يعرف الندب
يعرف الندب بعدة صيغ منها:
- يعرف الندب إما بصيغة الطلب نفسها بحيث أن الشارع لا يلزم بقوله مثل: «يسن كذا..» وقوله: «من السنة..» وقوله صلى الله عليه وسلم: «من توضأ يوم الجمعة فبها ونعمت، ومن اغتسل فالغسل أفضل».[2]
- أو بصيغة الأمر مع وجود قرينة تصرف المعنى إلى غير الوجوب مثل قوله تعالى: ﴿يَا أَيُّهَا الَّذِينَ آمَنُوا إِذَا تَدَايَنْتُمْ بِدَيْنٍ إِلَى أَجَلٍ مُسَمًّى فَاكْتُبُوهُ وَلْيَكْتُبْ بَيْنَكُمْ﴾ [البقرة:282] ... الآية فالكتابة مندوبة وليست واجبة بدليل أمر يصرف إلى الوجوب وهو قوله تعالى في الآية نفسها: ﴿فَإِنْ أَمِنَ بَعْضُكُمْ بَعْضًا فَلْيُؤَدِّ الَّذِي اؤْتُمِنَ أَمَانَتَهُ﴾ [البقرة:283] ... الآية

## أمثلة على المندوب
الأمثلة على المندوب كثيرة جداً لا يمكن حصرها، ويمكن تقسيمها إلى قسمين رئيسيين هما:
- المندوب في العبادات
- المندوب في المعاملات

## أمثلة المندوب في العبادات
من المندوب في العبادات على سبيل التمثيل:
- التبكير لصلاة الجمعة والتطيب لها، والغسل والمشي لها.
- السنن الرواتب التابعة للصلوات الخمس المفروضات.
- حضور صلاة العيدين، ولبس أحسن الثياب فيها للفرد من الأمة.
- قراءة سورة الكهف يوم الجمعة.
- كثرة الصلاة على النبي يوم الجمعة وليلتها
- أداء العمرة غير العمرة الأولى الواجبة.
- حج البيت الحرام غير حجة الإسلام الأولى.
- صلاة الضحى والمداومة عليها.
- صلاة الكسوف على الأفراد.
- صلاة الخسوف على الأفراد.
- صيام الإثنين والخميس.
- صيام الأيام البيض وهي الثالث عشر والرابع عشر والخامس عشر على الصحيح.
- صيام يوم عرفة الأعظم.
- صيام يوم عاشوراء ويوماً قبله أو يوماً بعده وأكملها صيام ثلاثة الأيام التاسع والعاشر والحادي عشر.
- الحرص على الصيام في شهر الله المحرم.
- قيام العشر الأواخر من رمضان.
- الصلاة مع الإمام صلاة التراويح حتى ينصرف.
- المكوث في المسجد وتحري الصلاة بعد الصلاة.
- إسباغ الوضوء على المكاره.
- تخليل اللحية في الوضوء.
- الدخول إلى الحمام بالرجل اليسرى والخروج بالرجل اليمنى.
- الحرص على الأدعية النبوية وهي كثيرة يطول المقام لذكرها.
- التيامن في كل شيء كريم والبدء بالشمال في كل شيء وضيع.
- دخول المسجد بالرجل اليمنى والخروج بالرجل اليسرى.
- تحية المسجد وهي صلاة ركعتين حين الدخول.
- صلاة الاستسقاء.

## المندوب في المعاملات
وهي كثيرة أيضاً منها:
- الإقالة في البيع
- النكاح والزواج
- قضاء حاجة الآخرين وتفريج همهم
- الإقراض الحسن
- الإيسار على المعسر
- السماحة في البيع وعدم التعسير على الغير
- التنازل عن الجاني
- قبول الوديعة
- أداء الأمانة
- كتابة الديون وتوثيقها
- امهال المَدين
- المبادرة إلى الشهادة عند طلبها
- البشاشة في وجه الآخرين
- المناصحة لولاة الأمر

وغير ذلك كثير ومن أراد الاستزادة فليرجع لكتب الفقه الإسلامي.

## الخلاف في المندوب
اختلف الأصوليون في المندوب هل هو مأمور به أو ليس مأمور به على فريقين:
- الحنابلة والمالكية وأكثر الشافعية على أن المندوب مأمور به لأن فعل المندوب طاعة بالاتفاق ويقولون أن الذي يدل على ذلك هو انقسام الأمر إلى أمر ايجاب وأمر ندب.
- الحنفية يقولون وبعض الشافعية: أن المندوب ليس مأموراً به إلا عن طريق المجاز واستدلوا بذلك بقول النبي صلى الله عليه وسلم: «لولا أن أشق على أمتي لأمرتهم بالسواك عند كل صلاة» والأول أرجح أن المندوب مأمور به على سبيل الندب وليس الوجوب.[3]

## أقسام المندوب
يقسم الأصوليون من الحنفية فقط المندوب إلى ثلاثة أقسام هي:
- الأول: مندوب فعله على وجه التأكيد: وهو الفعل الذي لا يستحق تاركه العقاب ولكن يستحق اللوم والعتاب كصلاة العيدين وقراءة شيء من القرآن غير الفاتحة في الصلاة.
- الثاني: مندوب مشروع فعله: وهو الذي يثاب فاعله ولا يستحق اللوم تاركه ولا العتاب وهو مثل الأمور التي لم يواظب عليها النبي صلى الله عليه وسلم كالصدقة على الفقراء والمساكين وصلاة أربع ركعات بعد الزوال وقبل الظهر غير السنن الرواتب وكذلك صيام الأثنين والخميس وغير ذلك.
- مندوب زائد: أي من الكماليات للمكلف ـ حسب قولهم ـ كالأمور العادية الت عملها النبي صلى الله عليه وسلم من باب العادة كالأكل والشرب واتباع طريقته في مشيه ولبسه ونحو ذلك. وأما غيرهم فلا يفرقون ولا يقسمونه ولكن يسمونه بأسماء أخرى مثل: سنة ومستحب ونافلة ومرغوباً فيه إلى غير ذلك.

## المندوب في الديانات الأخرى
المندوب الذي هو المستحب موجود في الشريعة اليهودية حسب (كتاب التثنية) عندهم وحسب ماذكر الحاخام اليهودي موسى بن ميمون الذي زامن المجاهد العظيم صلاح الدين الأيوبي فقد قال في كتابته على تفسير السراج عندهم مانصه:
«إن الكلام ينقسم بحسب موجب شريعتنا خمسة أقسام: (1) مفروض (2) حرّم ونهى عـنه (3) مكروه (4) مستحب (5) مباح».
ويعتقد اليهود أن من المندوب عندهم الأخلاق الحسنة ومدح الفضلاء وذم الأشرار وكل مافيه نطق قبيح وعادة سيئة وفي المقابل يستحب جميع الفضائل النطقية والخلقية عندهم.